# Joan Mirambell i Ferran
Joan Mirambell i Ferran   (28 de febrer de 1892 - 14 de maig de 1983) fou un dissenyador de jardins i dibuixant català.

## Biografia
Fill de Joan Mirambell, que tenia una fàbrica de teixits, i d'Antònia Ferran, va aprendre dibuix i es forma a l'acadèmia de Francesc Galí. Va estudiar diferents assignatures a l'Escola Superior dels Bells Oficis i a l'Escola d'Arquitectura de Barcelona per tal de dedicar-se a la direcció de jardins. Durant uns anys compagina la pintura amb la il·lustració de llibres, entre altres El mal caçador, de Josep Maria de Sagarra, revistes i petits impresos, així com l’exercici de professor en diverses escoles. Va pertànyer al Cercle Artístic de Sant Lluc.
Va llogar amb el arquitecte Raimon Duran i Reynals un estudi a la plaça Universitat de Barcelona on comença a projectar els seus primers jardins. El 5 d' octubre de 1929 es casa amb Joana Coscujuela Pardina i va tenir dues filles.
Durant la guerra col·labora amb la Generalitat de Catalunya en la salvaguarda del patrimoni artístic. Rep l'encàrrec d’ocupar-se del traçat, reforma i conservació dels jardins dels edificis i monuments del Departament de Cultura. Quan la vida de la Guerra Civil a Barcelona se li va fer molt difícil, marxa a viure amb l'esposa i les filles a Viladrau. Acabada la guerra, torna a Barcelona.
Va rebre molts encàrrecs de la burgesia industrial, que destina l'habitatge fonamentalment a segona residència, fruit del desenvolupament de l'estiueig o d’un turisme naixent.
Va morir el 14 de maig de 1983.

## Obres destacades

### Barcelona[4]
- Va prendre part en la nova ordenació dels jardins de Montjuïc amb motiu de l'Exposició Universal de 1929.
- Intervenció al Casal Sant Jordi, al carrer de Pau Claris, actual seu del Departament de Justícia de la Generalitat de Catalunya.
- Refecció dels jardins del Palau Robert, al passeig de Gràcia, en plena Guerra Civil.
- Remodelació del Jardí de la Fundació Julio Muñoz Ramonet.
- Enjardinament de la Colonia Tibidabo, un conjunt de cases dels germans Andreu.
- Esgrafiats de la Casa Felip Colldefors, a la Via Laietana.

### Viladrau
- Arranjament de la Font de l'Oreneta, 1936.[5]

### Costa Brava[4]
- Jardí de la residencia de Ferran Rivière de Caralt a Blanes.[6]
- Jardins de torres particulars a S'Agaró.

### Sant Joan de les Abadesses
- Plaça Clavé, Jardins de la senyora Tecla Sala i Miralpeix i Jardins de la Torre de la Puda.[7]

## Publicacions
- La Enseñanza del Dibujo, Baixeras. Publicación Pedagógica Semestral, Barcelona, nº 1, juliol 1925, p. 23-24.
- Els nostres pobres arbres, La Publicitat, Barcelona, nº 16.177, 26 de gener 1926, p. 8.
- Los jardines de Oriente / Butlletí oficial del Foment Nacional de l’Horticultura, nº 13 (oct 1926), p. 11-14.
- Los jardines de Persia, India, China y Roma, Boletín del Fomento Nacional de Horticultura, Barcelona, nº 14, gen 1927, p. 12-15.
- Los jardines romanos y árabes, Boletín del Fomento Nacional de Horticultura, Barcelona, nº 15, abr 1927, p. 11-15.
- Los jardines de Le Nôtre. Boletín del Fomento Nacional de Horticultura, Barcelona, nº 17, oct 1927, p. 17-20.
- Los jardines irregulares. Boletín del Fomento Nacional de Horticultura, Barcelona, nº 21, oct 1928, p. 8-13.
- Los jardines de moda, Pedralba, Boletín del Fomento Nacional de Horticultura, Barcelona, nº 23-24, abr-jun 1929, p. 15-18 i nº 25 (ago 1929), p. 15.